# ベン・イズ・バック
『ベン・イズ・バック』（Ben Is Back）は2018年のアメリカ合衆国のドラマ映画。監督はピーター・ヘッジズ、主演はジュリア・ロバーツ。薬物依存症の息子を持った母親を描いた異色のホームドラマ。ロバーツの演技はキャリアベストと評されるほどの称賛を集めたが、アカデミー賞にノミネートされることはなかった。

## ストーリー
クリスマス・イブの朝、薬物依存症のベン・バーンズは依存症の治療施設を抜け出して実家に帰ってきた。継父と妹は不安に駆られたが、母親のホリーは息子を温かく迎え入れた。しかし、それが原因で、クリスマスが地獄のような一日へと変貌することになった。やがて、ホリーはベンがかつて自分が愛した息子とほど遠い存在になってしまったことを自覚するに至った。

## キャスト
※括弧内は日本語吹替
- ホリー・バーンズ＝ビーバイ: ジュリア・ロバーツ（深見梨加）
- ベン・バーンズ: ルーカス・ヘッジズ（陣谷遥） - ホリーの息子。薬物依存。
- アイヴィー・バーンズ: キャスリン・ニュートン（石井未紗） - ホリーの娘。ベンの妹。優等生。
- ニール・ビーバイ: コートニー・B・ヴァンス（菊池通武） - ホリーの夫。ベンとアイヴィーの継父。
- カーラ: アレクサンドラ・パーク（英語版） (くわばらあきら)　- ベンのかつてのドラッグの客。
- ベス: レイチェル・ベイ・ジョーンズ（英語版）（今泉葉子） - ベンが死なせた恋人マギーの母親。
- クレイトン: マイケル・エスパー（英語版）（堀総士郎）- ベンの地元のドラッグのサプライヤー。
- スペンサー・ウェブ（スパイダー）: デヴィッド・サルディヴァル（佐々木拓真）- ベンの幼なじみ。薬物依存。
- レイシー :ミア・ファウラー （望田ひまり）
- リーアム : ジャカリ・フレイザー  （三上由理恵）
- マギーの父 :ジェフ・アウアー（結城あくつ）

## 製作
2017年10月、ピーター・ヘッジズ監督の新作映画にルーカス・ヘッジズとジュリア・ロバーツが出演することになったと報じられた。11月、キャスリン・ニュートンとアレクサンドラ・パークの出演が決まった。12月、コートニー・B・ヴァンスがキャスト入りした。なお、本作の主要撮影はニューヨーク州一帯で行われた。

## 公開
2018年7月、ライオンズゲート、ロードサイド・アトラクションズ、LDエンターテインメントが本作の配給を共同で行うと発表した。8月24日、本作のティーザー・トレイラーが公開された。9月8日、本作は第43回トロント国際映画祭でプレミア上映された。10月11日、本作の予告編が公開された。

## 評価
本作は批評家から絶賛されている。映画批評集積サイトのRotten Tomatoesには63件のレビューがあり、批評家支持率は86%、平均点は10点満点から7.2点となっている。サイト側による批評家の見解の要約は「抑制的な演出ではあるが、そこには新鮮さがある。『ベン・イズ・バック』は家族ドラマの定石を覆し、ジュリア・ロバーツとルーカス・ヘッジズに名演技を披露する場を提供している。」となっている。また、Metacriticには16件のレビューがあり、加重平均値は65/100となっている。